# Károlyi Attila József
Károlyi Attila József (Pécs, 1951. május 20 –) ügyvéd, politikus.
1997-2010 a Zala Megyei Ügyvédi Kamara elnökhelyettese, 2010-től titkár, az Ügyvédi Iskola vezetője. 2019-től a Magyar Ügyvédi Kamara küldöttgyűlésének és az Oktatási és Akkreditációs Bizottságának (OAB) tagja.
2006-tól 2014-ig, majd 2019-től folyamatosan Nagykanizsa MJV Közgyűlésének tagja,két bizottság elnöke, ezen felül  2024-től a  kulturális és külkapcsolati ügyek tanácsnoka.

## Életpályája
Pécsen született Izsák Attila néven, de szülei munkavégzése miatt a család hamar Nagykanizsára költözött.
Általános és középiskolai tanulmányait Nagykanizsán végezte. 
Katonai szolgálatát Kalocsán töltötte, ami meghatározó időszak volt számára; itt együtt szolgált több később ismert személlyel, például Kiss László alkotmánybíróval ,Toller László egykori pécsi polgármesterrel ,Varga Jenő vállalkozóval,  Fenyőházi Elemér ügyvédkamarai elnökkel.
Pécsett végezte el a jogi egyetemet, és tagja volt az ERGO nevű zenekarnak , két társával, Kiss György későbbi munkajogász akadémikussal, és Andrássy Györggyel, aki később a pécsi egyetem filozófia tanszékének lett a professzora
.A magyarországi rendszerváltás idején aktívan politizál; az MSZMP Reformkörök Országos Koordinációs Tanácsában  Zala megyét képviseli.
2000-ben szentkereszti Szalay Miklós nagybátyja kérésére visszavette a Károlyi nevet, mint az 1609-ben  és 1651-ben nemesi rangra emelt szentandrási és nagykárolyi család egyenesági leszármazottja.
Apai dédnagyapja gulácsi Izsák András, aki többször is járt Amerikában, hogy a család vagyonát  gyarapítsa. 
Jogi diplomáját követően ügyvédként dolgozott , a Zala Vármegyei Ügyvédi Kamara egyik vezetője a mai napig, , elnyerte a kiváló ügyvédi címet, és a büntetőjog  területén szakosodott. 
Volt raliversenyző, 1997-ben magyar bajnoki címet szerzett az első osztály A/3 kategóriában, Martin László versenyzőtársával. 
Helytörténeti kutatásokat is végez, több könyvet írt Nagykanizsa történetéről.
Elvált, majd újranősült, három gyermeke van: két fiú és egy lány, egyik fia kecskeméti ügyvéd, leánygyermeke a Semmelweis Egyetem Általános Orvostudományi Kar hallgatója.

## Művei
- Inkey Breviarium (2001)
- Nagykanizsa város elöljárói (2005)
- Nagykanizsa város országgyűlési és nemzetgyűlési képviselői (2012)
- Inkey Breviarium (2013) , második kiadás.
- Zalai ügyvédség történeti almanachja 1871 – 2021 (2021) szerkesztő és szerző.

## Szakmai, közéleti tevékenység
- Magyar Jogász Egylet, tag (1976)
- Magyar Nemzeti Autósport Szövetség Budapest, Fegyelmi Bizottság tagja, majd elnöke (1985–2014)
- Nagykanizsa Megyei Jogú Város Közgyűlésének tagja, önkormányzati képviselő (2006–2010)
- Nagykanizsa Megyei Jogú Város Közgyűlésének tagja, önkormányzati képviselő, a Jogi Bizottság Elnöke (2010–2014)
- Nagykanizsa Megyei Jogú Város Közgyűlésének tagja, az Ügyrendi, Jogi, Nemzetpolitikai, Közrendi Bizottság elnöke, a Közbeszerzési Bizottság elnöke  (2019–2024)
- Nagykanizsa Megyei Jogú Város Közgyűlésének tagja, a Jogi, Nemzetpolitikai és Közrendi Bizottság elnöke, Kultúrával és külkapcsolatokkal összefüggő feladatokat ellátó tanácsnok (2024–)
- Dél-Zalai Jogászok Báró Wlassics Gyula Jogász Egylet, elnöke (2010)

## Díjai, elismerései
- Miniszteri dicséret, ügyvédi munkáért (1989)[forrás?]I.M. rendelete, 2017.
- Top 100 ügyvéd[3], Gentleman Magazin (2011)
- Kiváló Ügyvédi Munkáért kitüntetés, Magyar Ügyvédi Kamara Elnöksége (2017)] [4]
- Bajcsy-Zsilinszky Endre emlékérem, Tarpa , ( 2022 ) Tarpa Nagyközség önkormányzati rendelete.